# 燃氣洩漏

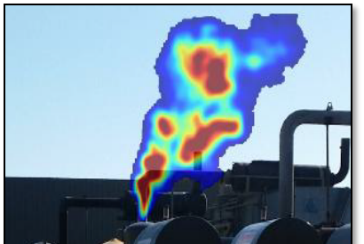
通过高光谱成像仪检测气体泄漏。

燃氣洩漏是指天然气或其他可燃燒的氣體（燃氣）从管道中泄漏出去。燃氣洩漏可能对健康和环境造成危害。當洩露的燃氣達到一定的濃度則可能引發爆炸。 